# 1983 v dopravě
Tento článek obsahuje seznam událostí souvisejících s dopravou, které proběhly roku 1983.

## Události
- 21. března 1983

 Rakouským drahám ÖBB předal výrobce SGP první dvoufrekvenční (AC 15 kV 16,7 Hz a 25 kV 50 Hz) elektrickou lokomotivu řady 1063.
- 24. května 1983

 Na trati Praha – Děčín byl elektrický provoz rozšířen o úsek Nelahozeves – Vraňany. Úsek Praha – Nelahozeves však stále zůstal pod nezávislou trakcí.
- 1. června 1983

 Elektrické vlaky se rozjely také mezi Sokolovem a Karlovými Vary na trati 140.
- 9. září 1983

 Byl zprovozněn první úsek dálnice D1 za Brnem: Brno-jih – Brno-východ – Holubice o délce 14,4 km. Úsek Brno-východ – Holubice byl uveden do provozu již v prosinci 1982.
- 4. listopadu 1983

 v Moskevském metru byl zprovozně první úsek Serpuchovsko-Timirjazevské linky vedoucí v jižní části města a dlouhý 13 km.
- 5. prosince 1983

 Na dálnici D5 byl zprovozněn poloviční profil úseku Loděnice – Vráž o délce 2,6 km. Celý profil úseku byl dokončen až v souvislosti s otevřením navazujícího úseku do Berouna.